# Прикриващ фронт
Прикриващият фронт е българско военновременно формирование по време на Втората световна война на територията от Източните Родопи до черноморското крайбрежие.

## Състав
През 1940 г. е формиран т.нар. Прикриващ фронт в състав Първа и Четвърта българска армия - 7 дивизии. Втора българска армия не е в състава му и е развърната за преграждане направленията от Гърция към България от р. Места до р. Марица. Отбраната на черноморското крайбрежие е възложено на мобилизирани полкове от Трета българска армия и Черноморския флот.

## Задачи
До влизането на България във Втората световна война плановете на българското военно ръководство за защита на страната предвиждат с въоръжен неутралитет развитие на отбранителна инфраструктура и с развръщане на част от въоръжените сили в приграничните зони да се създадат благоприятни условия за отразяване на евентуални удари по суша, въздух и море. Това е свързано с неясния и подозрителен политически курс на Турция, която е съюзник на Великобритания и наличието на групировка от 18 дивизии в Източна Тракия.

## Изграждане
Въз основа на оценките на вероятни стратегически планове българското военно командване определя районите за съсредоточаване на войскови групировки и техните зони (полоси) за изграждане на опорните пунктове и полевото им укрепване, както и степента на защита и фортификационното им оборудване. Тъй като по Родопско-Беласишкия масив продължава изграждането на укрепената линия „Метаксас“ от гръцка страна за отбрана, се преценява, че вниманието трябва да е съсредоточено в югоизточна посока – от Източните Родопи до черноморското крайбрежие.
Още в края на лятото на 1939 г. Втора армия в състав от 6 съединения, гранични части, инженерни и трудови формирования е развърната от р. Арда до село Факия на черноморското крайбрежие. Тези войски трасират полосите за отбрана и изграждат първите фортификационни съоръжения на най-важните направления: 114 укрития за личен състав, 26 наблюдателни пункта и 52 км новоизградена телена мрежа на дървени колове.
Ангажиментите на България по заемането на Моравско, Македония и Беломорска Тракия, прехвърлянето на Първи и Втори окупационен корпус, съответно в Сърбия и Гърция принуждава командването да намали състава на Прикриващия фронт до 3 дивизии. Това са 2-ра, 5-а и 11-а пехотни дивизии. Компенсирането на намаления личен състав е чрез усилено строителство на отбранителни съоръжения, особено през 1943 г., когато са построени 169 стоманобетонни картечни гнезда, 28 наблюдателни пункта, 5 бункера за бронеизтребителни оръдия и 96 укрития за противотанкови средства, 14 стоманобетонни укрития за личен състав, 122 моста, 136 открити картечни гнезда, 482 м притивотанкови стоманобетонни зидове, 10 300 м противотанкови ровове и др. съоръжения.
Усъвършенстването на отбраната на фронта чрез фортификация и изграждане на нови дълговременни отбранителни съоръжения и преграждане на направленията по р. Тунджа и р. Марица продължава до началото на 1944 г.